# Solenopsis marxi
Solenopsis marxi é uma espécie de formiga do gênero Solenopsis, pertencente à subfamília Myrmicinae.